# Presidente vitalício

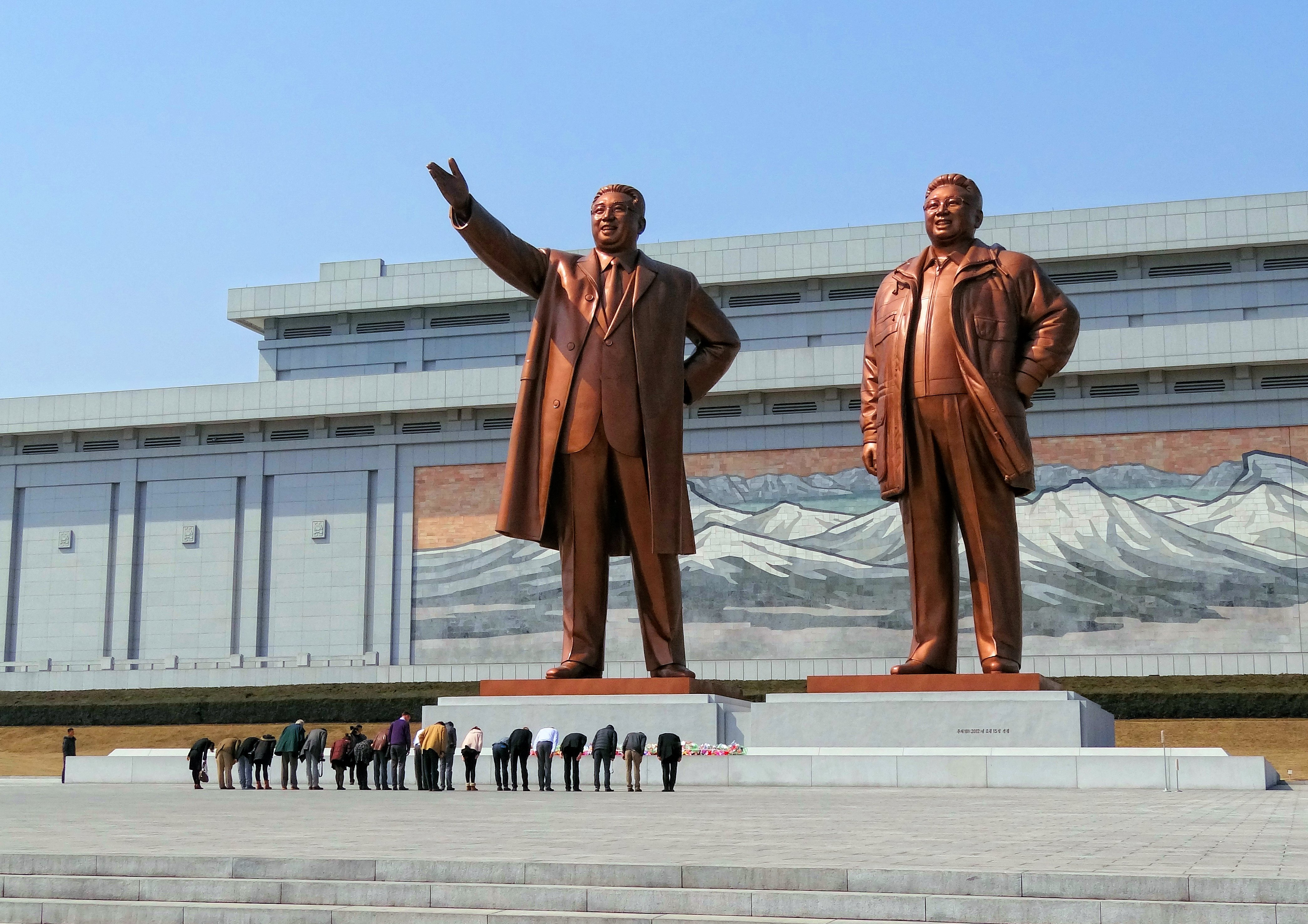
Grande Monumento da Colina Mansu em Pyongyang, representando os “líderes eternos” da Coreia do Norte, o Presidente Kim Il-sung e o Secretário-Geral Kim Jong-il.

Presidente vitalício é um título assumido ou concedido a alguns presidentes para prolongar seu mandato até sua morte. O título às vezes confere ao titular o direito de nomear ou apontar um sucessor. O uso do título de "presidente vitalício" em vez de um título tradicionalmente autocrático, como o de um monarca, implica a subversão da democracia liberal pelo titular (embora as repúblicas não precisem ser democráticas per se).  Na verdade, por vezes, um presidente vitalício pode proceder ao estabelecimento de uma monarquia autoproclamada, como Jean-Jacques Dessalines e Henry Christophe no Haiti.

## Semelhança com um monarca
Um presidente vitalício pode ser considerado um monarca de facto. Na verdade, para além do título, os cientistas políticos enfrentam frequentemente dificuldades em diferenciar um Estado governado por um presidente vitalício (especialmente um que herda o cargo de uma ditadura familiar) e uma monarquia – na verdade, o Presidente vitalício de Samoa, Malietoa Tanumafili II, foi frequentemente e erroneamente referido como Rei. Na sua proposta de plano de governo na Convenção Constitucional dos Estados Unidos, Alexander Hamilton propôs que o chefe do executivo fosse um governador eleito para servir por bom comportamento, reconhecendo que tal acordo poderia ser visto como uma monarquia eletiva. Foi por isso mesmo que a proposta foi rejeitada. Uma diferença notável entre um monarca e um presidente vitalício é que o sucessor do presidente não possui necessariamente um mandato vitalício, como no Turcomenistão e em Samoa. 
A maioria dos líderes que se autoproclamaram presidentes vitalícios não conseguiram, de facto, cumprir um mandato vitalício. A maioria foi deposta muito antes de morrer, enquanto outros alcançaram a presidência vitalícia ao serem assassinados enquanto estavam no cargo. No entanto, alguns conseguiram governar até à sua morte (natural), incluindo José Gaspar Rodríguez de Francia do Paraguai, Alexandre Pétion do Haiti, Rafael Carrera da Guatemala, François Duvalier do Haiti, Josip Broz Tito da Jugoslávia, e Saparmurat Niyazov do Turquemenistão. Outros fizeram tentativas infrutíferas de serem nomeados presidentes vitalícios, como Mobutu Sese Seko do Zaire em 1972. 
Alguns presidentes autoritários de longa data são erroneamente descritos como presidentes vitalícios. Eles nunca receberam oficialmente mandatos vitalícios e, na verdade, concorreram periodicamente à reeleição. Contudo, na maioria dos casos, estas foram eleições simuladas.  

## Na cultura popular
No filme Escape from L.A., o presidente interpretado por Cliff Robertson é condenado à prisão perpétua por uma emenda constitucional depois que um terremoto devasta Los Angeles e leva à chocante vitória eleitoral do presidente. No final do filme, Snake interpretado por Kurt Russell põe fim ao seu regime quando usa um dispositivo de mira EMP encerrando remotamente todos os governos, incluindo o de sua ditadura. 

## Lista de líderes que se tornaram presidentes vitalícios
Nota: A primeira data listada em cada entrada é a data da proclamação do status de Presidente Vitalício.
| Retrato | Nome (Nascimento–Morte)                      | País                      | Título | Posse | Fim do Mandato | Notas |
| ------- | -------------------------------------------- | ------------------------- | --- | ----- | -------------- | --- |
|         | Toussaint Louverture (1743–1803)             | São Domingos Francês      | Governador Vitalício de São Domingos | 1801  | 1802           | Deposto em 1802, morreu no exílio na França em 1803. |
|         | Henri Christophe (1767–1820)                 | Estado do Haiti           | Presidente Vitalício do Haiti (Norte) | 1807  | 1811           | Tornou-se rei em 1811, cometeu suicídio enquanto reinava em 1820. |
|         | José Gaspar Rodríguez de Francia (1766–1840) | Paraguai                  | Ditador Supremo Perpétuo do Paraguai | 1816  | 1840           | Morreu no cargo em 1840. |
|         | Alexandre Pétion (1770–1818)                 | Haiti                     | Presidente Vitalício do Haiti (Sul) | 1816  | 1818           | Morreu no cargo em 1818. |
|         | Jean-Pierre Boyer (1776–1850)                | Haiti                     | Presidente Vitalício do Haiti | 1818  | 1843           | Tornou-se presidente vitalício imediatamente após assumir o cargo porque a constituição de Alexandre Pétion previa uma presidência vitalícia para todos os seus sucessores, deposto em 1843, falecido em 1850.                                                                   |
|         | Antonio López de Santa Anna (1794–1876)      | México                    | Presidente Vitalício do México | 1853  | 1855           | Renunciou em 1855, morreu em 1876. |
|         | Rafael Carrera (1814–1865)                   | Guatemala                 | Presidente Vitalício da Guatemala | 1854  | 1865           | Morreu no cargo em 1865. |
|         | Adolf Hitler (1889–1945)                     | Alemanha Nazista          | Chanceler e Führer Vitalício | 1934  | 1945           | Cometeu suicídio no cargo em 1945. |
|         | Tupua Tamasese Meaʻole (1905–1963)           | Samoa                     | O le Ao o le Malo Vitalício de Samoa | 1962  | 1963           | Morreu no cargo em 1963, eleito para servir ao lado de Tanumafili II (veja abaixo). A posição de O le Ao o le Malo (chefe de estado) é cerimonial; o poder executivo é exercido pelo primeiro-ministro e Samoa é uma democracia parlamentar.                                     |
|         | Malietoa Tanumafili II (1913–2007)           | Samoa                     | O le Ao o le Malo Vitalício de Samoa | 1962  | 2007           | Morreu no cargo em 2007, eleito para servir ao lado de Meaʻole (veja acima). |
|         | Sukarno (1901–1970)                          | Indonésia                 | Comandante Supremo, Grande Líder da Revolução, Titular do Mandato da Assembleia Consultiva Popular Provisória e Presidente Vitalício da Indonésia  | 1963  | 1966           | Designado Presidente Vitalício de acordo com Ketetapan MPRS No. III/MPRS/1963, cargo vitalício removido em 1966, deposto em 1967, morreu em prisão domiciliar em 1970. |
|         | Kwame Nkrumah (1909–1972)                    | Gana                      | Presidente Vitalício de Gana | 1964  | 1966           | Deposto em 1966, morreu no exílio na Romênia em 1972. |
|         | François "Papa Doc" Duvalier (1907–1971)     | Haiti                     | Presidente Vitalício do Haiti | 1964  | 1971           | Morreu no cargo em 1971, nomeou seu filho como seu sucessor (veja abaixo). |
|         | Jean-Claude "Baby Doc" Duvalier (1951–2014)  | Haiti                     | Presidente Vitalício do Haiti | 1971  | 1986           | Nomeado por seu pai como sucessor (ver acima), deposto em 1986, falecido em 2014. |
|         | Hastings Banda (1898–1997)                   | Malawi                    | Presidente Vitalício do Malawi | 1971  | 1993           | Cargo vitalício removido em 1993, destituído do cargo em 1994, falecido em 1997. |
|         | Jean-Bédel Bokassa (1921–1996)               | República Centro-Africana | Presidente Vitalício da República Centro-Africana                                                                                                  | 1972  | 1976           | Tornou-se imperador em 1976 (coroado em 1977), deposto em 1979, morreu em 1996. |
|         | Francisco Macías Nguema (1924–1979)          | Guiné Equatorial          | Presidente Vitalício da Guiné Equatorial | 1972  | 1979           | Deposto e executado em 1979. |
|         | Ferdinand Marcos (1917–1989)                 | Filipinas                 | Presidente Vitalício das Filipinas | 1973  | 1981           | Cargo vitalício removido em 1981, deposto em 1986, substituído por Corazón Aquino, morreu no exílio em Honolulu, Havaí, Estados Unidos em 1989. |
|         | Josip Broz Tito (1892–1980)                  | Iugoslávia                | Presidente Vitalício da Iugoslávia | 1974  | 1980           | Nomeado presidente vitalício de acordo com a Constituição de 1974, faleceu no cargo em 1980. |
|         | Habib Bourguiba (1903–2000)                  | Tunísia                   | Presidente Vitalício da Tunísia | 1975  | 1987           | Deposto em 1987, morreu em prisão domiciliar em 2000. |
|         | Idi Amin (1925–2003)                         | Uganda                    | Presidente Vitalício de Uganda | 1976  | 1979           | Deposto em 1979, morreu no exílio na Arábia Saudita em 2003. |
|         | Lennox Sebe (1926–1994)                      | Ciskei (África do Sul)    | Presidente Vtalício da Ciskei | 1983  | 1990           | Deposto em 1990, morreu em 1994. |
|         | Kim Il-sung (1912–1994)                      | Coreia do Norte           | - Presidente Eterno da República - Líder Eterno da Coreia Juche                                                                                    | 1998  | presente       | Nomeado postumamente pela constituição revisada de 1998, que o declarou "Presidente Eterno da República". Nomeado pela constituição de 2016 como "Líder Eterno da Coreia Juche" junto com Kim Jong-il.                                                                           |
|         | Saparmyrat Nyýazow (1940–2006)               | Turcomenistão             | Presidente Vitalício do Turcomenistão | 1999  | 2006           | Morreu no cargo em 2006. |
|         | Kim Il-sung (1941–2011)                      | Coreia do Norte           | - Secretário-Geral Eterno do Partido dos Trabalhadores da Coreia - Presidente Eterno da Comissão de Defesa Nacional - Líder Eterno da Coreia Juche | 2012  | presente       | Nomeado postumamente pela constituição alterada em 2012 como "Secretário-Geral Eterno do Partido dos Trabalhadores da Coreia" e "Presidente Eterno da Comissão de Defesa Nacional". Nomeado pela constituição de 2016 como "Líder Eterno da Coreia Juche" junto com Kim Il-sung. |
|         | Xi Jinping (1953–)                           | China                     | Presidente Vitalício da China | 2018  | presente       | Nomeado pelo Parlamento Chinês "Presidente Vitalício da China" em 2018. |

## Ligações externos
- The List: Presidents for Life Arquivado em 2014-09-07 no Wayback Machine // Foreign Policy, November 5, 2007